# El último hombre (película de 2018)
El último hombre (en inglés The Last Man) es una película de thriller argentina-canadiense de 2018 coescrita y dirigida por Rodrigo Vila. La cinta está protagonizada por Hayden Christensen y Harvey Keitel.

## Reparto
- Hayden Christensen como Kurt Matheson.
- Harvey Keitel como Noe.
- Marco Leonardi como Antonio.
- Justin Kelly como Johnny.
- Liz Solari como Jessica.
- Rafael Spregelburd como Gómez.
- Fernán Mirás como Hombre loco.
- Iván Steinhardt como Néstor.
- Christo J. Swart como Thomas.
- Raymond E. Lee como Romhess.
- Javier Kussrow como Carlos.
- Federico Aletta como seguidor de Noe.
- Loïc Lombard como French.
- Steve Kisicki como Steve.
- Corina Romero como Martha.
- Nahuel Alejandro Lozano como Skinhead

## Tráiler
A fines de mayo de 2017 se lanzó un primer tráiler de la película.